# José Luis Calvo Carilla
José Luis Calvo Carilla (Huesca, 1950) es un autor español, profesor de la Universidad de Zaragoza, que ha publicado varios libros sobre literatura aragonesa y española.
Es autor de obras como El Modernismo literario en Aragón (Institución Fernando el Católico, 1989); Braulio Foz en la novela del siglo XIX (Instituto de Estudios Turolenses, 1992), una biografía de Braulio Foz prologada por Maxime Chevalier; La cara oculta del 98: místicos e intelectuales en la España del fin de siglo (1895-1902) (Cátedra, 1998); o El sueño sostenible: estudios sobre la utopía literaria en España (Marcial Pons, 2008); entre otras.